# Bop Bop Baby
«Bop Bop Baby» es un sencillo de Westlife lanzado y promocionado en 2002. 
Fue escrito por los miembros de la banda Shane Filan y Brian McFadden y producido por Chris O'Brien y Graham Murphy. 

## Listado

### UK CD1
1. «Bop Bop Baby» (Single Remix)
2. «You Don't Know»
3. «Imaginary Diva» (Orphane Remix)
4. «Bop Bop Baby» (CD-ROM video)

### UK CD2
1. «Bop Bop Baby» (Single Remix)
2. «Bop Bop Baby» (Almighty Radio Edit)
3. «Band Interviews» (Cd-Rom)

### Australian CD
1. «Bop Bop Baby» (Single Remix)
2. «Bop Bop Baby» (Almighty Radio Edit)
3. «Bad Girls»
4. «Band Interviews» (Cd-Rom)
5. «Bob Bop Baby» (Video)

## Lanzamiento
| Región        | Fecha       |
| ------------- | ----------- |
| Reino Unido   | 2002\|5\|20 |
| Australia     | 7           |
| Unión Europea | 2002\|6     |

## Vídeo musical
El vídeo fue inicialmente dirigido por Vaughn Arnell y muestra a la banda enfrente del horizonte de Irlanda. Pero en lugar, el vídeo fue dirigido por Max & Diana y muestra a la banda en un castillo con enemigos.

## Presencia en las listas
| País          | Lista musical             | Mejor posición |
| ------------- | ------------------------- | -------------- |
| Mundo         | World Airplay Chart       | 3              |
| Australia     | Australian Singles Chart  | 55             |
| Austria       | Austrian Singles Chart    | 28             |
| Bélgica       | Belgian Singles Chart     | 50             |
| Chile         | Chile 100 Singles Chart   | 15             |
| Europa        | Euro 200                  | 16             |
| Alemania      | German Airplay Chart      | 59             |
| Italia        | Italian Singles Chart     | 45             |
| Países Bajos  | Netherlands Singles Chart | 23             |
| Nueva Zelanda | New Zealand Singles Chart | 21             |
| Suecia        | Swedish                   | 16             |
| Suiza         | Swiss Singles Chart       | 36             |
| Reino Unido   | UK Singles Chart          | 5              |